# 103-as busz (Budapest, 1996–2022)
A budapesti 103-as jelzésű autóbusz indulásakor Etele tér, Kelenföldi pályaudvar és a Népliget között, megszűnésekor Kelenföld vasútállomás metróállomás és a Hengermalom út között közlekedett. A viszonylatot a 2010-es évekig a Budapesti Közlekedési Zrt. üzemeltette, későbbiekben az ArrivaBus Kft. szolgáltatta a járműveket.

## Története
Az 1995 októberében megnyitott Lágymányosi hídon majdnem egy év elteltével jött létre az első autóbuszjárat, Népliget metróállomás és Kelenföldi pályaudvar között 1996. szeptember 1-jén indult el a 103-as busz Ikarus 260-as szóló buszokkal. 1997 áprilisától a Kelenföldi pályaudvar felé a Szerémi út – Hauszmann Alajos utca helyett a Pázmány Péter sétány – Dombóvári út útvonalon közlekedett, ezzel új megállót is kapott a Prielle Kornélia utcánál. 2000-től a Pázmány Péter sétánynál is megállt. 2003. szeptember 1-jétől felújított Ikarus 280-as csuklós buszok közlekedtek a vonalon. Ezeket 2004. szeptember 1-jétől Ikarus 435, majd 2006 márciusától Volvo 7700A autóbuszokra cserélték, 2008 augusztusáig csak ezek közlekedtek a vonalon. Rendszámuk FLR-700-tól FLR-709-ig terjedt. A 2008-as paraméterkönyv szerint ekkor a vonalon hétköznapokon 4, szombaton 3, vasárnap 5 darab Volvo 7700A típusú alacsony padlós és hétköznapokon 6, szombaton 2 darab Ikarus 280-as magas padlós autóbusz járt. 2013. július 1-jén az Infoparknál új megállót kapott a Népliget felé.
Az 1-es villamos felújítása miatt 2014. június 30. és szeptember 6. között az Árpád hídig meghosszabbított útvonalon közlekedett, villamospótló járatként.
2015. március 21-én, az 1-es villamos dél-budai szakaszának átadásával útvonalának jelentős részén a villamos vette át a szerepét, tervben volt a megszüntetése és az Etele út és Kelenföld vasútállomás között 1-es jelzésű pótlóbusz indítása is, ám végül a pótlóbusz 103-as jelzéssel közlekedett tovább, immáron szóló kocsikkal. Átalakítása előtt 5 darab Ikarus 435-ös, 2 darab Ikarus 280-as és 6 darab Volvo 7700A busz járt a vonalon, az utolsó jármű, amely a Népligettől indult, az FJX-227-es rendszámú Volvo busz volt.
2016. augusztus 27–28-án az 1-es villamos Népliget és Etele út / Fehérvári út közötti szakaszán végzett karbantartási munkálatok miatt a 103-as busz ismét a Népligetig közlekedett, de mivel villamospótló járat szerepét töltötte be, ezért nem a Budafoki úton, hanem a Szerémi úton át közlekedett, és nem érintette a Hengermalom úti végállomását.
2017. november 12-étől az Etele út Bártfai utca és Fehérvári út közötti szakaszának egyirányúsítása miatt Kelenföld vasútállomás felé terelve, a Fehérvári út–Andor utca–Than Károly utca–Gyergyótölgyes utcán át közlekedett, a Hengermalom út felé az útvonala változatlan maradt.
2018. május 26. és augusztus 4. között a Fehérvári utat nem érintette, helyette a Szerémi úton közlekedett. Ezzel párhuzamosan, július 22. és augusztus 31. között 103V jelzéssel a Népligetig meghosszabbodott az útvonala, az 1-es villamos egyik pótlóbuszaként.
2019. május 23-ától újra mindkét irányban az Etele úton át közlekedett.
2019. július 10-én az 1-es villamos Kelenföld vasútállomásig tartó szakaszának átadását követően a járat jelentősen ritkult, munkanapokon 6:00 és 20:30, szombaton 6:00 és 14:30 között félóránként közlekedett, és bevezették az első ajtós felszállási rendet. A továbbiakban vasárnap már nem járt.
2022. augusztus 12-én üzemzárással megszűnt az 1-es villamossal való párhuzamossága, valamint kihasználatlanság miatt.

## Érdekesség
1997-ben ezen a viszonylaton vezették be először az azóta a megállóhelyi táblákon országszerte alkalmazott német eredetű MABEG FGK 80 típusú kereteket, amelyekben az aktuális járatinformációkat tartalmazó utastájékoztató menetrendi nyomtatványok papírlapjait könnyen cserélhető műanyag plexilapok védik az amortizációtól és stabilan rögzíthetők a masszív alumínium keretben.

## Útvonala
| A 2015-ös rövidülése előtt | A 2015-ös rövidülése előtt |
| Népliget felé | Kelenföld vasútállomás felé |
| --- | --- |
| Kelenföld vasútállomás M vá. – Etele út – Hengermalom út – Budafoki út – Dombóvári út – Rákóczi híd – Könyves Kálmán körút – Népliget M vá. | Népliget M vá. – Népliget – Könyves Kálmán körút – Rákóczi híd – Pázmány Péter sétány – Dombóvári út – Budafoki út – Hengermalom út – Etele út – Kelenföld vasútállomás M vá. |
| A 2022-es megszűnésekor | |
| Kelenföld vasútállomás M vá. – Etele út – Hengermalom út – Hengermalom út vá.                                                               | Hengermalom út vá. – Hengermalom út – Etele út – Kelenföld vasútállomás M vá.                                                                                                 |

## Megállóhelyei
A vonal rövidülése előtti időszakban (1996–2015)
| 103 (Kelenföld vasútállomás M – Népliget M) | 103 (Kelenföld vasútállomás M – Népliget M) | 103 (Kelenföld vasútállomás M – Népliget M)                                       | 103 (Kelenföld vasútállomás M – Népliget M) | 103 (Kelenföld vasútállomás M – Népliget M) | 103 (Kelenföld vasútállomás M – Népliget M) | 103 (Kelenföld vasútállomás M – Népliget M) | 103 (Kelenföld vasútállomás M – Népliget M) |
| Perc (↓)                                    | Perc (↓)                                    | Megállóhely                                                                       | Perc (↑)                                    | Perc (↑)                                    | Átszállási kapcsolatok                      | Átszállási kapcsolatok |                                             |
| 1996                                        | 2015                                        | Megállóhely                                                                       | 1996                                        | 2015                                        | a járat indításakor                         | a járat átalakítása előtt |                                             |
| ------------------------------------------- | ------------------------------------------- | --------------------------------------------------------------------------------- | ------------------------------------------- | ------------------------------------------- | ------------------------------------------- | --- | ------------------------------------------- |
| 0                                           | 0                                           | Kelenföld vasútállomás M végállomás (korábban: Etele tér, Kelenföldi pályaudvar)  | 22                                          | 22                                          | 7, 141 19, 49 Budapest-Kelenföld            | 8, 40, 53, 58, 87, 88, 101, 141, 150, 153, 153A, 154, 172, 187, 250, 251, 251A, 253, 258, 272 19, 49 689, 691, 710, 711, 712, 715, 720, 721, 722, 723, 725, 731, 732, 734, 735, 736, 760, 761, 762, 763, 767, 777, 778, 799 S10 , G10 , X10 , S30 , Z30 , G34 , S35 , S40 , S42 , G42 , G43 , IC, EC, EN, sebesvonat, gyorsvonat, |                                             |
| 1                                           | 1                                           | Bártfai utca                                                                      | 20                                          | 20                                          | 7                                           | 154 |                                             |
| 2                                           | 2                                           | Bikás park M (korábban: Kelenföld, városközpont)                                  | 19                                          | 19                                          | 7, 7A, 7, 14, 114, 173                      | 7, 107, 114, 153, 153A, 154, 213, 214 689, 691 |                                             |
| 4                                           | 4                                           | Etele út / Fehérvári út (korábban: Etele út)                                      | 17                                          | 17                                          | 3, 14, 114 18, 41, 47                       | 114, 214 18, 41, 47, 48 689, 691 |                                             |
| 5                                           | 5                                           | Hengermalom út / Szerémi út (korábban: Nándorfejérvári út)                        | 16                                          | 16                                          | 3                                           | |                                             |
| 7                                           | 7                                           | Hengermalom út                                                                    | 15                                          | 15                                          | 3, 3, 10                                    | 33, 133, 233 |                                             |
| 9                                           | 9                                           | Kelenföldi Erőmű                                                                  | 13                                          | 13                                          | 3, 10                                       | 33, 133, 233 705 Távolsági járatok |                                             |
| 11                                          | 11                                          | Budafoki út / Dombóvári út (korábban: Dombóvári út (↓) Prielle Kornélia utca (↑)) | ∫                                           | 12                                          | 3, 10                                       | 33, 133, 233 |                                             |
| ∫                                           | 12                                          | Infopark megállóhely 2013-tól                                                     | ∫                                           | ∫                                           | Nem érintette                               | |                                             |
| ∫                                           | ∫                                           | Pázmány Péter sétány megállóhely 2000-től                                         | ∫                                           | 10                                          | Nem érintette                               | 153, 154 |                                             |
| 14                                          | 14                                          | Közvágóhíd H                                                                      | 7                                           | 7                                           | Ráckevei HÉV 23, 23, 54, 79, 79A 2, 24      | 23, 23E, 54, 55, 179 1, 2, 24 |                                             |
| 16                                          | 16                                          | Mester utca / Könyves Kálmán körút (korábban: Mester utca)                        | 5                                           | 5                                           | 23, 30                                      | 281 1, 51, 51A |                                             |
| 17                                          | 17                                          | Ferencváros vasútállomás (korábban: Ferencváros, MÁV-állomás)                     | 4                                           | 4                                           | 23 Budapest-Ferencváros                     | 281 1, 51A X10 , S25 , S36 , G43 , EC, gyorsvonat |                                             |
| 19                                          | 19                                          | Albert Flórián út (korábban: Gyáli út)                                            | 3                                           | 3                                           | 23                                          | 1 |                                             |
| ∫                                           | ∫                                           | Népliget M (korábban: Üllői út)                                                   | 2                                           | 2                                           | 75 23 Helyközi buszok Távolsági járatok     | 254E 1, 1A 607, 608, 626, 627, 628, 629, 630, 631, 632, 633, 635, 636, 654, 655, 660, 661, 705 Távolsági járatok |                                             |
| 21                                          | 21                                          | Népliget M végállomás                                                             | 0                                           | 0                                           | 75 23 Helyközi buszok Távolsági járatok     | 254E 1, 1A 607, 608, 626, 627, 628, 629, 630, 631, 632, 633, 635, 636, 654, 655, 660, 661, 705 Távolsági járatok |                                             |

A vonal megszűnésekor (2022)
| 0 | Kelenföld vasútállomás M végállomás | 7 | 1, 19, 49 8E, 40, 40B, 40E, 53, 58, 87, 87A, 88, 88A, 101B, 101E, 108E, 141, 150, 153, 154, 172, 173, 187, 188, 188E, 250, 250B, 251, 251A, 272 689, 691, 710, 712, 715, 720, 722, 724, 725, 727, 731, 732, 734, 735, 736, 760, 762, 763, 764, 767, 770, 774, 775, 777, 778, 798, 799 S10 , G10 , S12 , S30 , G30 , Z30 , S34 , S35 , S36 , S40 , G40 , Z40 , S42 , Z42 , G43 , G44 , IC, EC, EN, sebesvonat, gyorsvonat, expresszvonat, |
| 1 | Bártfai utca                        | 6 | 1 58 |
| 2 | Bikás park M                        | 5 | 1 7, 58, 114, 153, 213, 214 689, 691 |
| 4 | Etele út / Fehérvári út             | 4 | 1, 17, 41, 47, 48, 56 689, 691 |
| 5 | Hengermalom út / Szerémi út         | 2 | 1 |
| 7 | Hengermalom út végállomás           | 0 | 33, 133E |

## Galéria

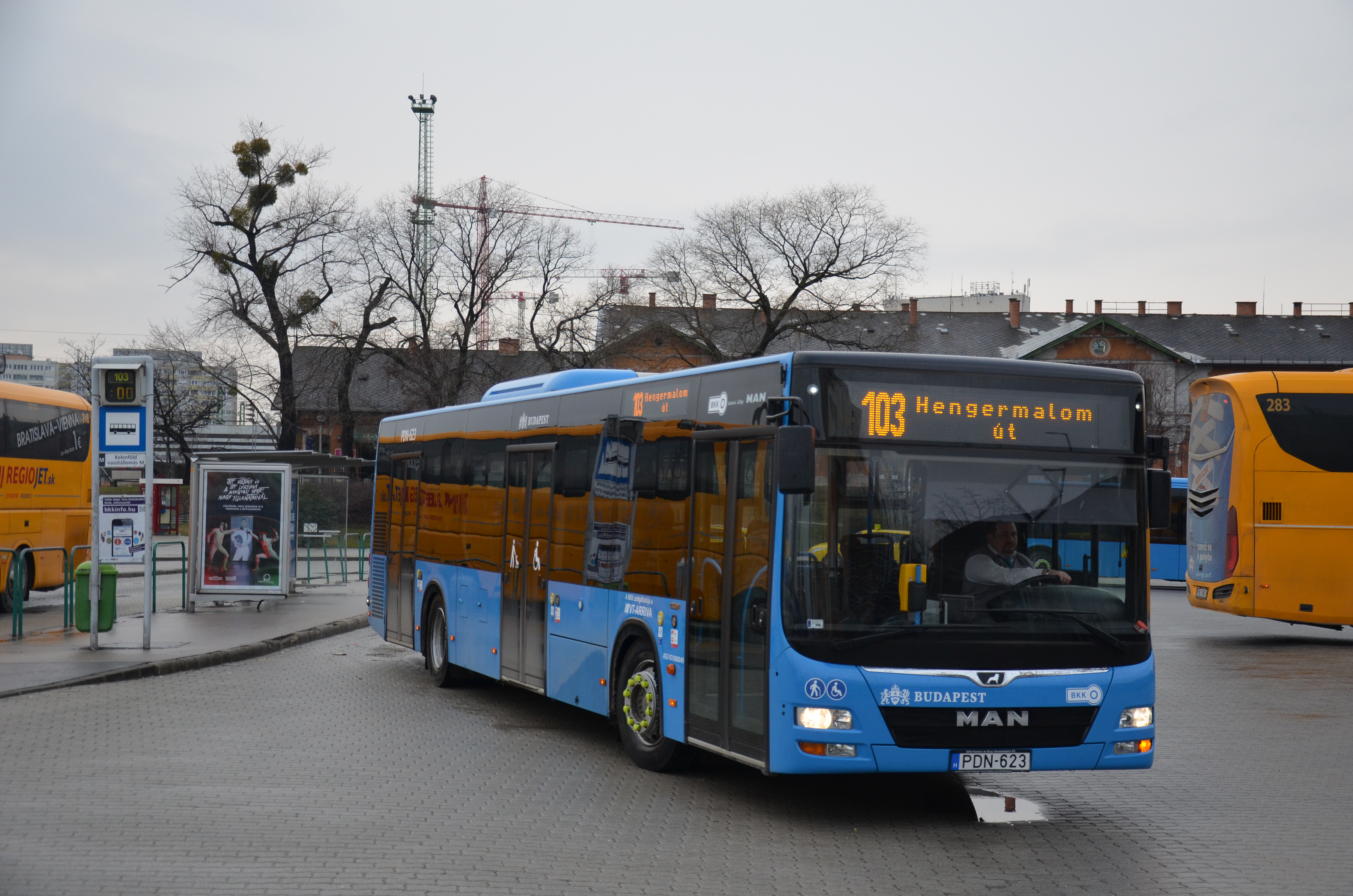
MAN Lion’s City az Etele téren
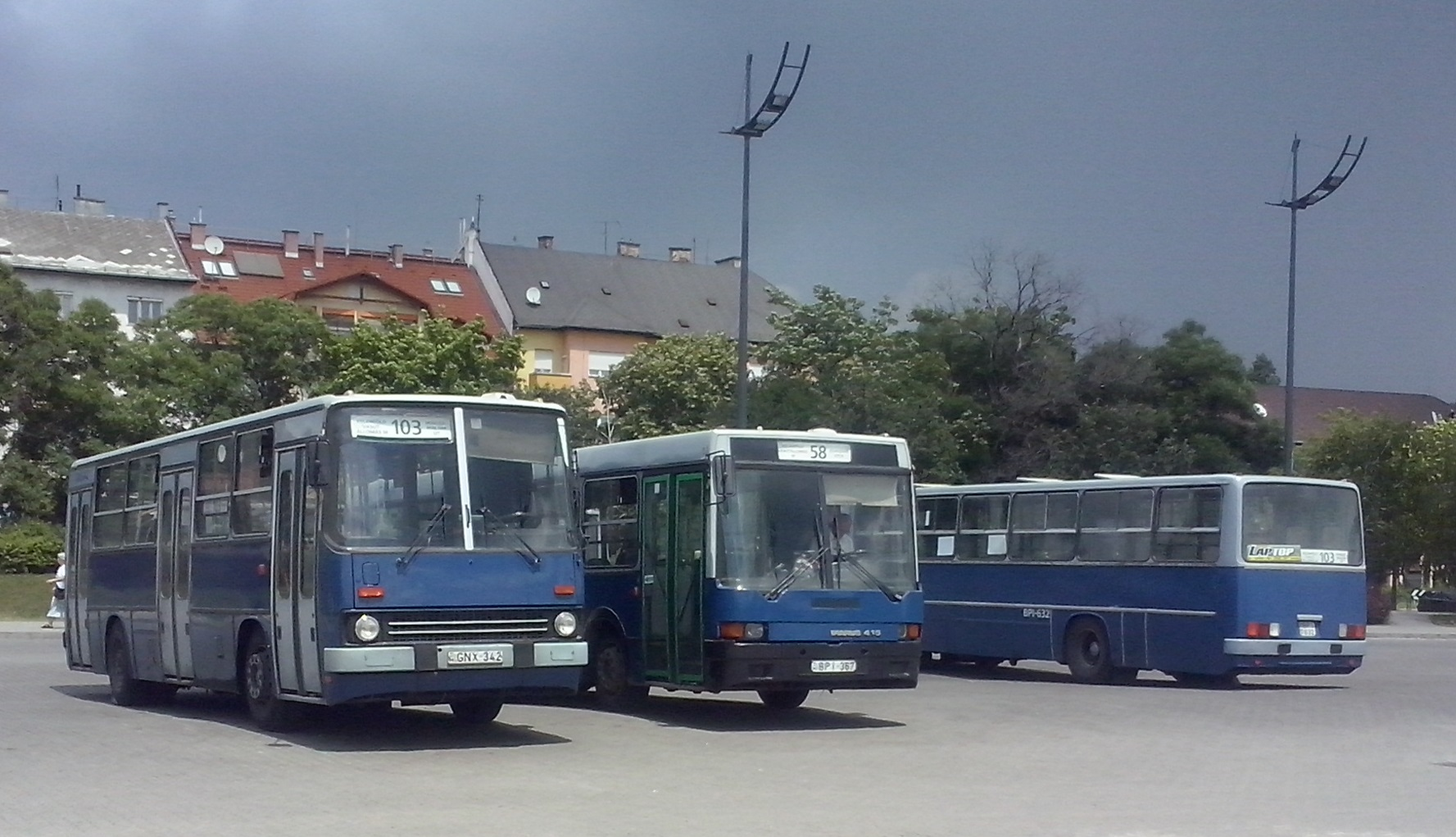
Ikarus buszok az Etele téren
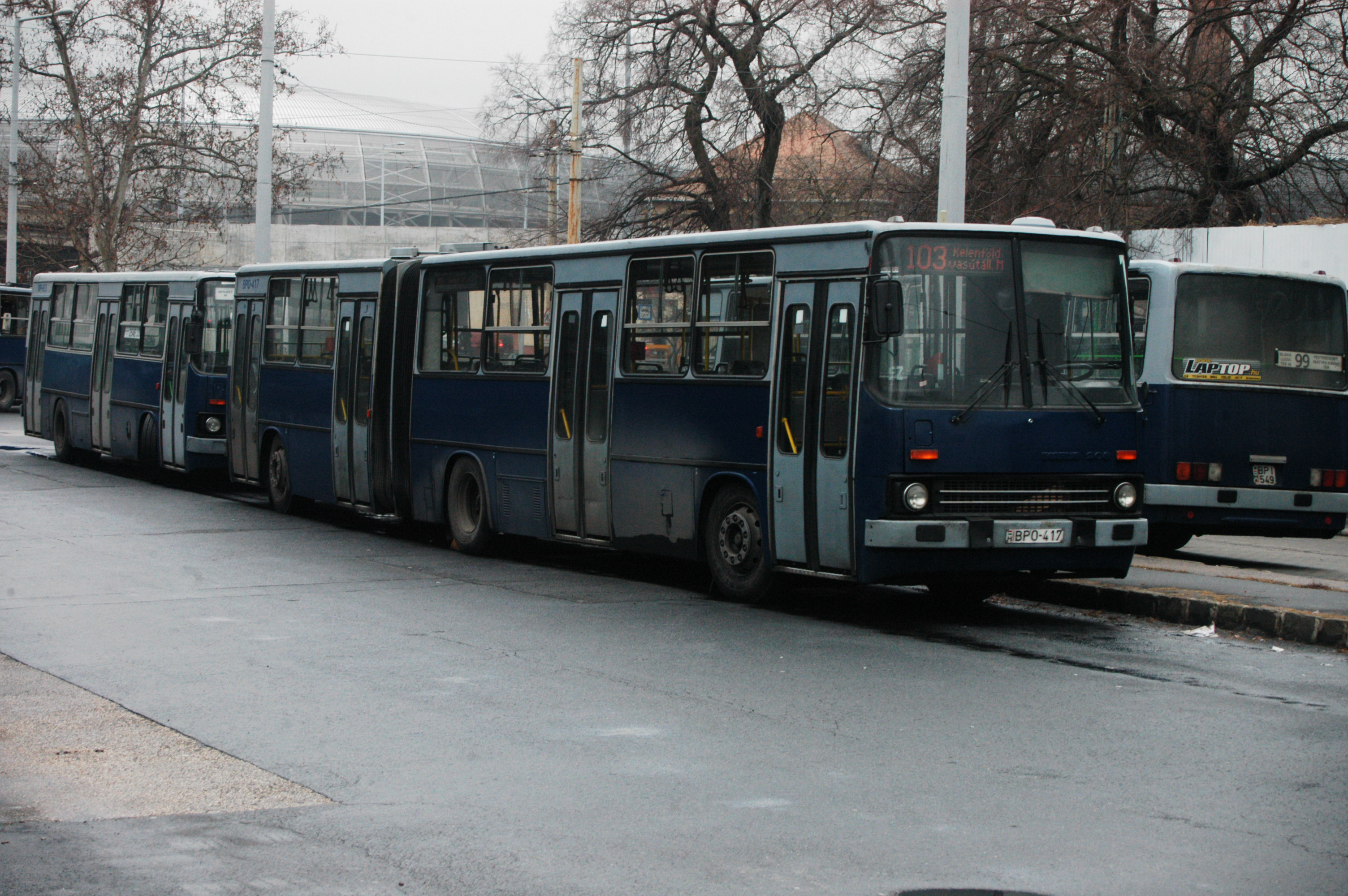
Ikarus 280-as a Népligeti tárolóban
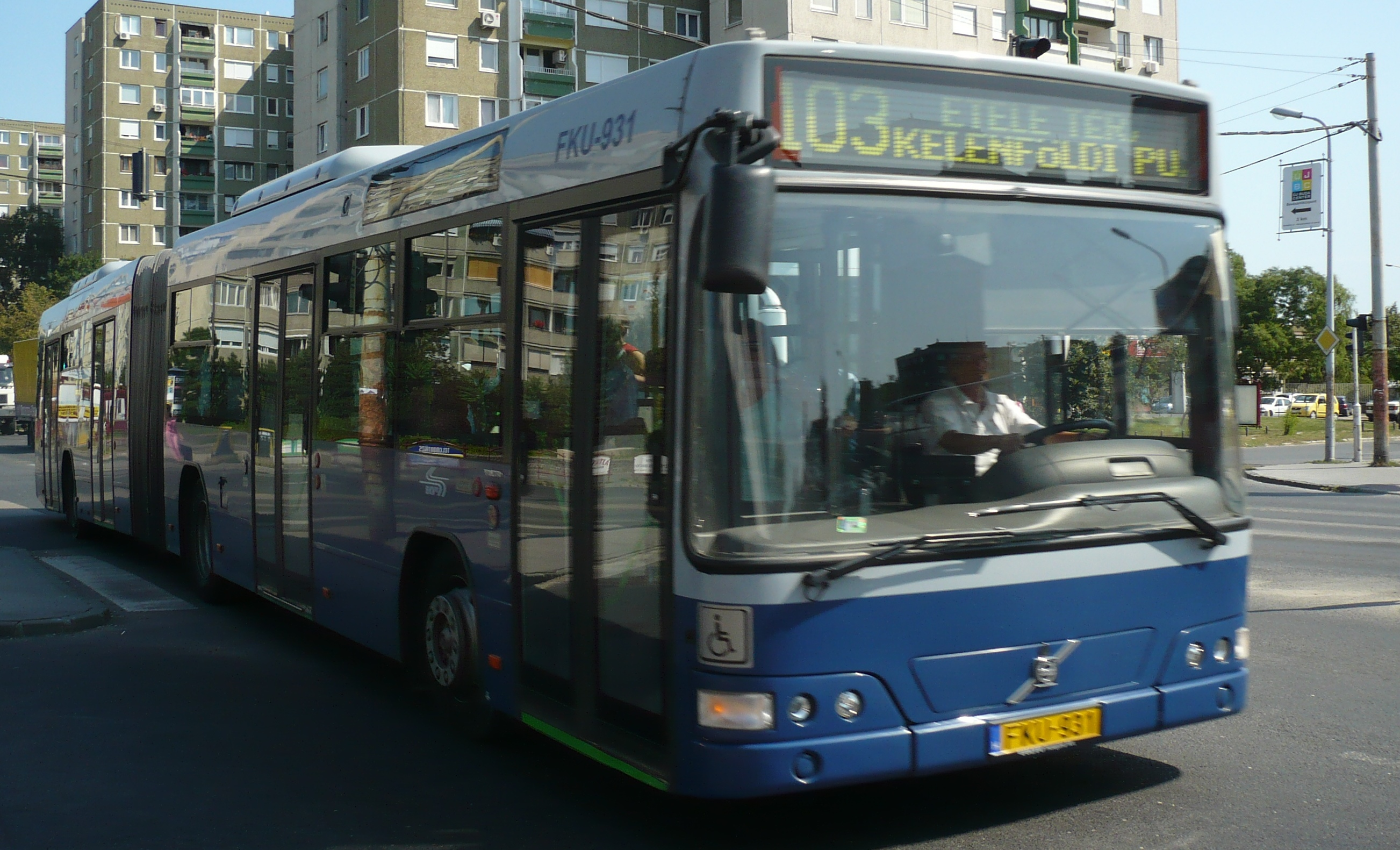
Volvo 7700A Kelenföld, városközpontban
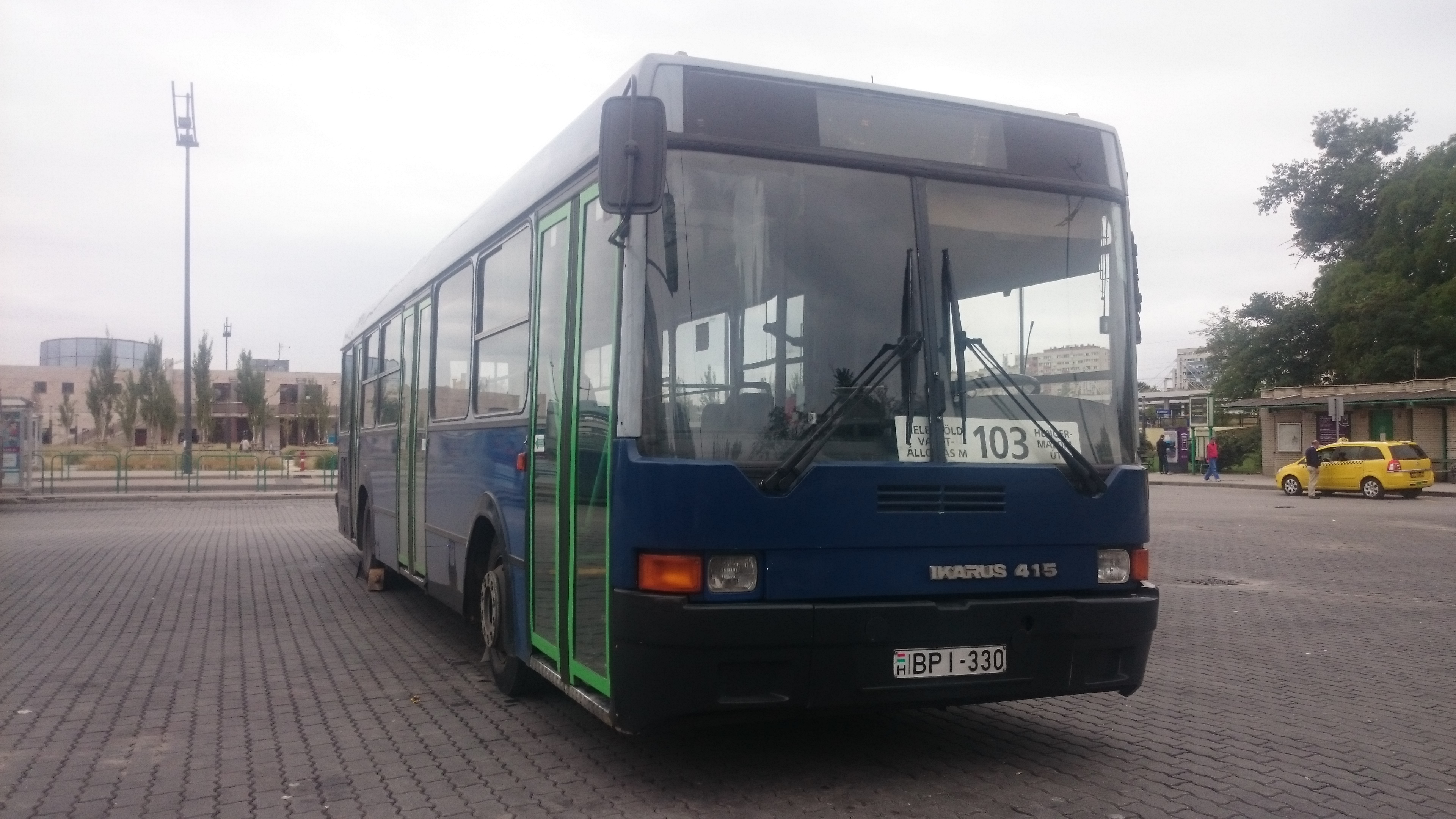
Ikarus 415-ös az Etele téren
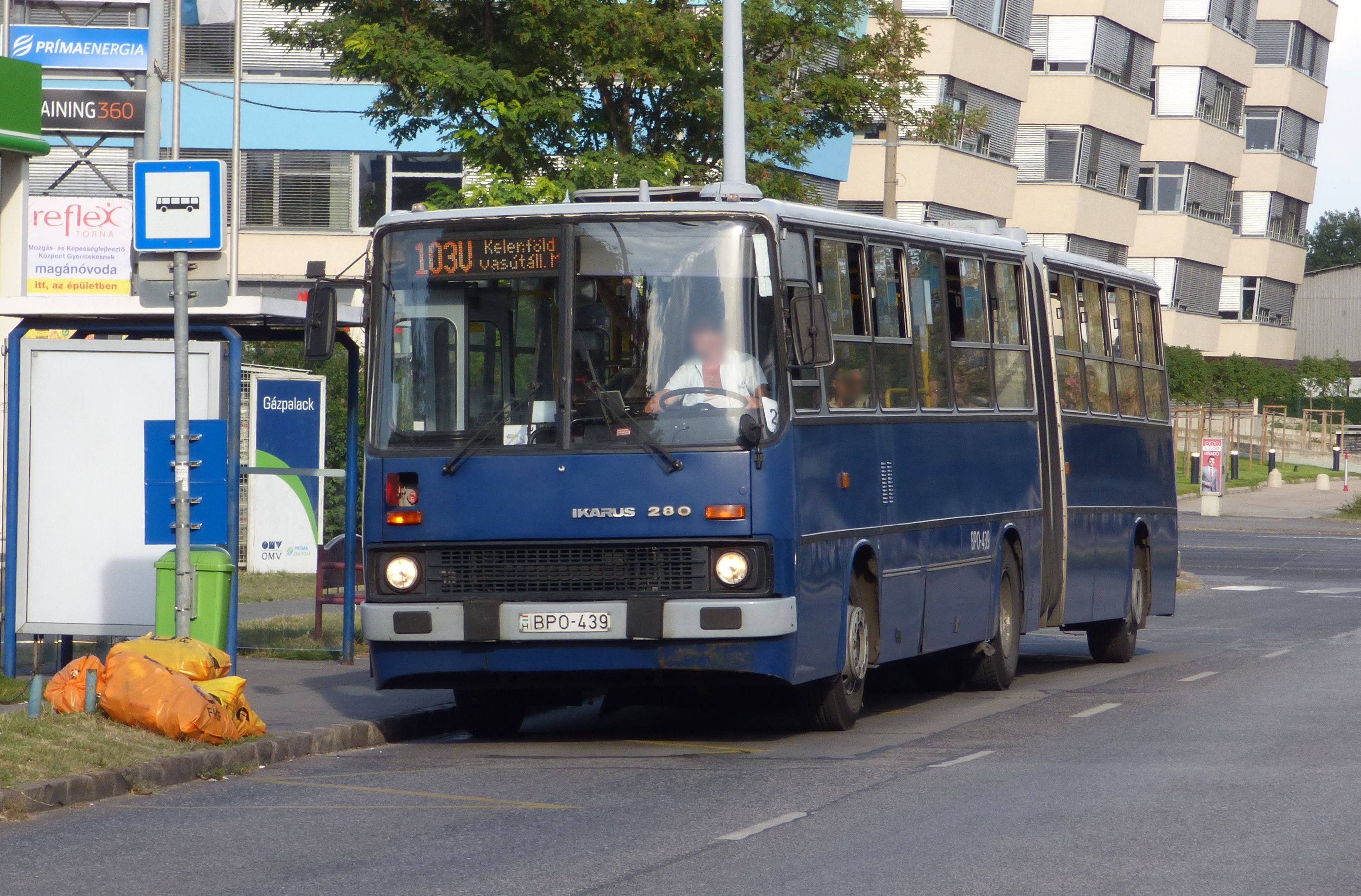
103V jelzésű Ikarus 280-as a Hengermalom úton
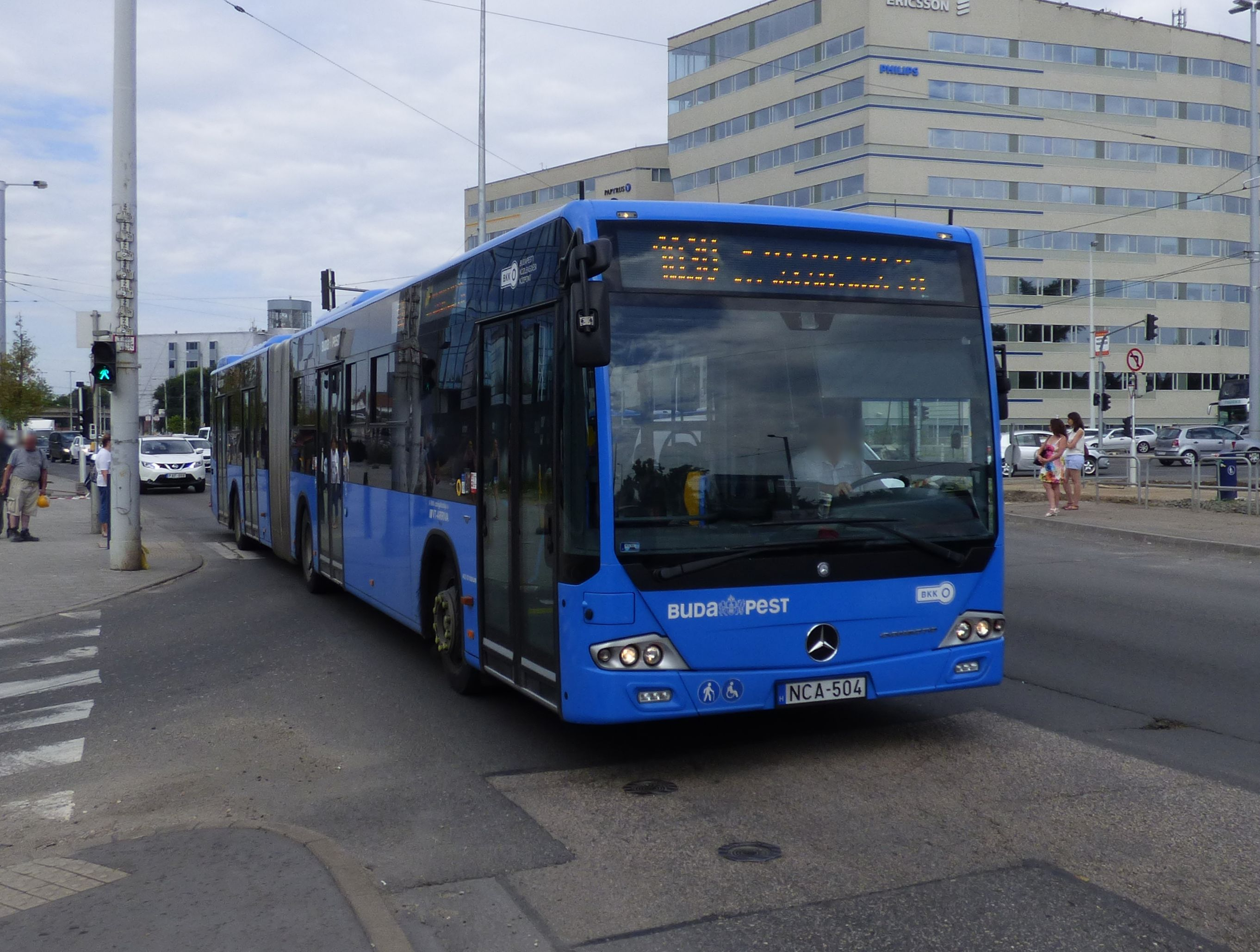
103V jelzésű Mercedes Conecto a Könyves Kálmán körúton